# Belikanget
Belikanget is een bestuurslaag in het regentschap Tuban van de provincie Oost-Java, Indonesië. Belikanget telt 1564 inwoners (volkstelling 2010).